# Błażej Skoczeń
Błażej T. Skoczeń (ur. 1960) – polski inżynier, profesor nauk technicznych. Specjalizuje się w zagadnieniach z zakresu mechaniki, w tym konstrukcji powłokowych, modelowania konstytutywnego materiałów, niskich temperatur, teorii plastyczności, przemian fazowych, mechaniki uszkodzeń, fizyki ciała stałego oraz akceleratorów cząstek elementarnych. Wykładowca i profesor zwyczajny w Instytucie Mechaniki Stosowanej na Wydziale Mechanicznym Politechniki Krakowskiej. Przewodniczący Komisji do spraw Grupy Nauk Ścisłych i Inżynierskich w Komitecie Ewaluacji Jednostek Naukowych Ministerstwa Nauki i Szkolnictwa Wyższego, zastępca przewodniczącego Komitetu Mechaniki PAN. Członek Rady Kuratorów oraz członek korespondent Wydziału Nauk Technicznych Polskiej Akademii Nauk od 2019 roku. Od 2020 członek korespondent Polskiej Akademii Umiejętności. Kierownik zespołu projektującego Wielki Zderzacz Hadronów. Doświadczenie naukowe zdobywał w Austrii, Japonii a także w Institut Français de Mécanique Avancée w Aubière.
Absolwent Politechniki Krakowskiej im. Tadeusza Kościuszki. Doktoryzował się w 1992 roku na Wydziale Mechanicznym tej uczelni pisząc pracę zatytułowaną Nonliner Elastic-Plastic Analysis and Optimization of Bellows Subject to Statical and Cyclic Loadings, habilitację uzyskał w 2003 na tej samej uczelni.
Tytuł profesora nauk technicznych nadano mu w 2008 roku.
Autor książki Compensation Systems for Low Temperature Applications.

## Wybrane publikacje naukowe
Autor lub współautor następujących publikacji naukowych:
- Constitutive model of plastic strain induced phenomena at cryogenic temperatures
- Discontinuous Plastic Flow Coupled with Strain Induced Fcc-Bcc Phase Transformation at Extremely Low Temperatures
- Micromechanics based constitutive modeling of martensitic transformation in metastable materials subjected to torsion at cryogenic temperatures
- Damage evolution in a stainless steel bar undergoing phase transformation under torsion at cryogenic temperatures
- THERMO–MECHANICAL STRESS AND STRAIN FIELDS RESULTING FROM THE PLASTIC STRAIN INDUCED PHASE TRANSFORMATION AT CRYOGENIC TEMPERATURES
- Coupled constitutive model of damage affected two-phase continuum
- Functionally graded structural members obtained via the low temperature strain induced phase transformation